# 惠特尼波因特 (紐約州)
惠特尼波因特（英語：Whitney Point）是位於美國紐約州布魯姆縣的村。

## 人口
根據2020年美國人口普查的數據，惠特尼波因特的面積為2.88平方千米，當中陸地面積為2.70平方千米，而水域面積為0.18平方千米。當地共有人口960人，而人口密度為每平方千米333人。